# Château de Cachard
Pour les articles homonymes, voir Cachard.
 (décembre 2009).
Si vous disposez d'ouvrages ou d'articles de référence ou si vous connaissez des sites web de qualité traitant du thème abordé ici, merci de compléter l'article en donnant les références utiles à sa vérifiabilité et en les liant à la section « Notes et références ».
Le château de Cachard est situé sur la commune de Boffres en Ardèche.

## Historique
Le château de Cachard est une maison forte des XVe et XVIe siècles. Il est caractéristique avec ses tours rondes à toits plats. Il s'agit de l'ancienne demeure de la famille Bouvier de Cachard.
En 1786 ou 1791-92, le jeune lieutenant corse dont le nom n'était pas encore francisé Napoleone di Buonaparte y aurait séjourné à plusieurs reprises car il était l'ami d'Annet Christin Bouvier ou de Jean Humbert Bouvier, comte de Cachard et lieutenant d'artillerie à Valence[réf. nécessaire].
Les fresques de la bibliothèque ont été réalisés par le peintre Henri de Saint-Jean.
Les propriétaires actuels y ont aménagé un parc animalier privé. Chevreuils, sangliers, mouflons y vivent en semi-liberté.